# Рибалочка філіпінський
Рибалочка філіпінський (Ceyx margarethae) — вид сиворакшоподібних птахів родини рибалочкових (Alcedinidae). Ендемік Філіппін. Раніше входив до комплесу видів новогвінейського рибалочки-крихітки, однак був визнаний окремим видом.

## Поширення і екологія
Філіпінські рибалочки мешкають в центрі і на півдні Філіппінського архіпелагу, зокрема на островах Бантон, Таблас, Ромблон, Сібуян, Семірама, Негрос, Себу, Оланго, Сікіхор, Каміґуїн-Сур, Мінданао, Холо, Таві-Таві і Бонгао. Вони живуть в підліску вологих тропічних і мусонних лісів, в густих вторинних заростях і на плантаціях. Зустрічаються на висоті до 1000 м над рівнем моря. Живляться комахами та їх личинками.